# On the Backs of Angels
«On the Backs of Angels» es una canción de la banda de metal progresivo estadounidense Dream Theater, contenida en su decimoprimer álbum de estudio A Dramatic Turn of Events. Fue compuesta por el guitarrista y productor de la banda, John Petrucci, el teclista Jordan Rudess y el bajista John Myung. Las letras fueron escritas por Petrucci.
"On the Backs of Angels" se lanzó como el primer sencillo de A Dramatic Turn of Events a través de YouTube el 29 de junio de 2011. Se publicó un video musical para el tema el 14 de septiembre.
En la composición de "On the Backs of Angels", la banda trató de dejar constancia de su sonido característico.  Desde el principio, pensaron en la canción como la obertura del álbum, que, de acuerdo con Petrucci, "debía hacer sentir a los fans en casa".
El tema tiene una duración de 8:43, con numerosos cambios de ritmo, aunque la mayoría del tiempo está en un compás de 4/4 y 3/4. La introducción de la canción muestra un patrón inquieto e intranquilo de arpegios de guitarra, escrito por Petrucci e inspirado en Pink Floyd. En el minuto 5:51, la canción da paso a un pasaje de piano, improvisado por Rudess.
El 30 de noviembre de 2011, se anunció que "On the Backs of Angels" había sido nominada al Premio Grammy en la categoría de "Mejor Actuación Hard Rock/Metal", la primera canción del grupo en conseguirlo.